# Itaipava do Grajaú
Itaipava do Grajaú este un oraș în unitatea federativă Maranhão (MA), Brazilia.